# Antonín Jaromil Kožíšek
Antonín Jaromil Kožíšek, často psán jako Antonín J. Kožíšek, (28. srpna 1905 Brno – 26. března 1947 Praha) byl český novinář, popravený po druhé světové válce za kolaboraci s nacisty.

## Život

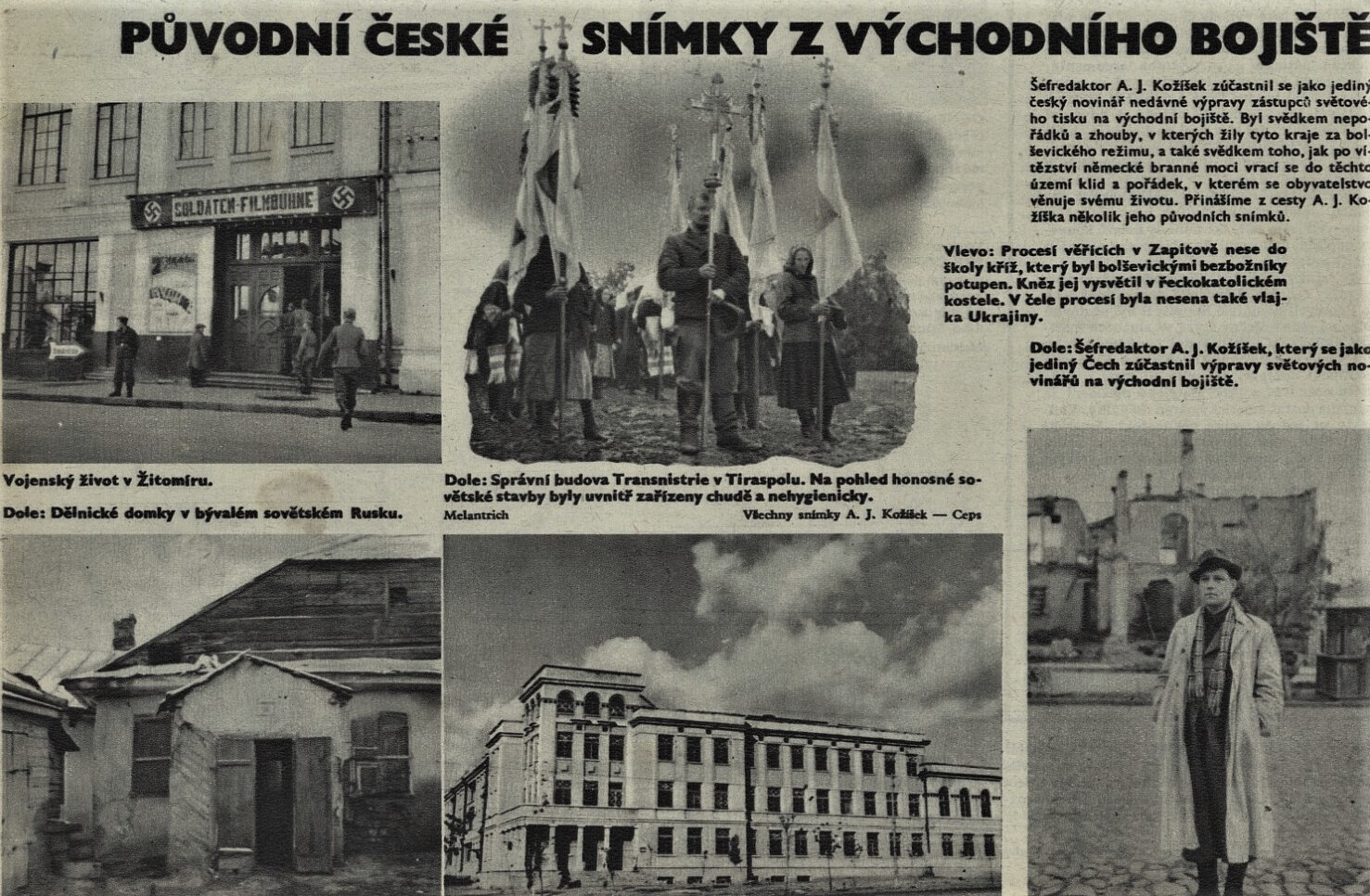
Antonín J. Kožíšek na východní frontě, 1941

### Mládí a začátky v žurnalistice
Narodil se jako jedno ze sedmi dětí soukromého úředníka Julia Kožíška a jeho manželky Marie, rozené Zadinové. Po obecné škole absolvoval čtyři třídy II. české státní reálky v Brně. Do osmnácti let žil u rodičů, měl příležitostně psát do brněnských novin (soudničky do Rovnosti) a měl požadovat úplatky za to, že nezveřejní jméno či celý případ; za to byl údajně propuštěn. (Brněnská Rovnost v roce 1923 popřela, že by byl jejím zaměstnancem.)
Po krátkém zaměstnání v advokátní kanceláři odcestoval přes Vídeň a Itálii do Francie, kde zůstal do roku 1931. Ve Francii se roku 1926 oženil s Françoise Lessardovou, se kterou měl dceru, která však brzy zemřela. V roce 1931 se vrátil do Československa. V dubnu 1932 mu na tuberkulózu zemřela i manželka. Dne 6. června téhož roku se podruhé oženil, s devatenáctiletou Martou Gröpelovou. 4. února 1933 se jim narodil syn Ingomar.
Od roku 1932 příležitostně přispíval do denního tisku a po pobytu ve Francii na přelomu let 1934 a 1935 nastoupil v lednu 1935 stálé zaměstnání v tiskových podnicích Globus a od října téhož roku se stal v Brně redaktorem.
V srpnu 1936 byl jako reportér vydavatelství Globus vyslán do Španělska, kde probíhala občanská válka. Na tuto cestu navázala cesta po Evropě. Z obou cest vytěžil reportážní knihy. Do Španělska se vrátil v červnu 1937 a květnu 1938, obě cesty vedly na území obsazená Francovými vojsky.

### Za německé okupace
V květnu 1939 se mu podařilo navštívit Francii a Velkou Británii. V Anglii se setkal s Janem Masarykem a měl se setkat i s tehdejším představitelem opozice Winstonem Churchillem. O dobrých stycích s nacisty svědčí, že mu bylo umožněno navštívit Gdaňsk těsně před napadením Polska Německem (válka vypukla 1. září 1939, Kožíšek se do Prahy vrátil 16. září).
Po návratu z Polska se 26. září 1939 stal šéfredaktorem deníků Moravská orlice a Moravské noviny, které vydávalo nakladatelství Globus. V době svého brněnského působení několikrát vyjel do zahraničí. Od 1. května 1943 opustil brněnské redakce a stal se šéfredaktorem pražského Poledního listu.
Angažoval se též politicky. Byl členem Vlajky a Národního souručenství, pracoval ve výboru Českého svazu pro spolupráci s Němci a České ligy proti bolševismu. Především se ale angažoval v Národním svazu novinářů, kde byl v období 1940–1941 předsedou brněnské pobočky.
V den 70. narozenin Emila Háchy obdržel od Emanuela Moravce Národní uměleckou cenu pro rok 1942.

### Soud a rozsudek
Antonín Kožíšek byl zatčen již 5. května 1945 a soud s ním proběhl 10.–26. března 1947. Společně s ním byli souzeni čtyři další protektorátní šéfredaktoři. Za vinu mu byla kladena novinářská podpora okupace a blízké vztahy s okupačními úřady. Důležitá byla obžaloba ze zrady, kdy během Slovenského národního povstání odevzdal Němcům vojenské písemnosti, které zanechali ustupující povstalci. Součástí obžaloby byly i jeho články proti Židům, zednářům, rotariánům a jiným jemu nepohodlným lidem. Podle rozsudku Národního soudu byl Kožíšek novinářem pracujícím ve prospěch okupantů, zrádcem a udavačem. Žádost o milost byla zamítnuta a trest smrti vykonán.
Antonín Kožíšek tak byl jedním ze sedmi novinářů odsouzených po válce k trestu smrti.

## Dílo

### Deníky a časopisy
V období německé okupace měl Kožíšek napsat více než 2 500 úvodníků, článků, reportáží, rozhlasových projevů, přednášek a publikací. Publikoval nejen v periodikách, které vedl, ale i v jiných a měl přednášky v rozhlase.
Dále jsou uvedeny příklady Kožíškovy novinářské činnosti:
- Úvodní sloupek Bezohledný boj proti Židům je naší povinností[12]
- Nekrolog Reinharda Heydricha[13]
- Reportáž Oděsa před rokem – Sovětské Rusko, moře bídy[14]
- Úvodní sloupek Za jednotu českého aktivismu (výzva ke společnému boji za ideje národního socialismu)[15]
- Úvodní sloupek Evropa zvítězí[16]
- Úvodní sloupek Český národ Vůdci (k narozeninám A. H.)[17]
- Úvodní sloupek České zájmy (Polední list, únor 1945)[18]
- Co víte o Židech?/Jak jsem je poznal v Sovětech (příklad antisemitského vystoupení v rozhlase 1941)[19]

### Knižní vydání
- Město míru (reportáž o Švýcarsku; Brno, Moravské nakladatelství, Boh. Pištělák a spol., 1936)
- Španělsko krví zbrocené (poznámky reportéra; Brno, Občanská tiskárna, 1937)
- Zakrvácené arény (španělské reportáže; V Brně, Tiskem a nákladem Občanské tiskárny, 1938)
- Sever dnes (reportáž z Dánska a Norska, spoluautoři Antonín J. Kožíšek, Jaroslav, doprovozeno fotografiemi autorů a kresbami Františka Bezděka; Praha, Orbis, 1941
- Moře bídy (z cesty na Ukrajinu; Praha, Orbis, 1942)
- Banská Bystrica (autoři Jan Antonín Scheinost, A. Kožíšek, Karel Werner, předmluva Emanuel Moravec; Praha, Orbis, 1944)